# Arichanna decolorata
Arichanna decolorata là một loài bướm đêm trong họ Geometridae.